# Danijel Zagorac
Danijel Zagorac (Drniš, 7. veljače 1987.) hrvatski je nogometaš koji igra na poziciji golmana. Trenutačno igra za Dinamo Zagreb.

## Klupska karijera

### RNK Split
Svoju nogometnu karijeru započeo je u omladinskim selekcijama RNK Splita. S RNK Splitom je igrao 4., 3., 2. i 1. HNL te kvalifikacije za UEFA Europsku ligu. Od tih liga, osvojio je 4., 3. i 2. HNL.

### Dinamo Zagreb
Dana 11. srpnja 2016. prelazi u redove zagrebačkog Dinama bez odštete. Idući dan posuđen je Lokomotivi Zagreb. Za Lokomotivu je debitirao 28. srpnja u kvalifikacijskoj utakmici za UEFA Europsku ligu 2016./17. protiv ukrajinske Vorskle iz Poltave (0:0). Tri dana kasnije ostvario je svoj debi u 1. HNL i to protiv Istre 1961 (1:1). U Hrvatskom nogometnom kupu debitirao je 29. studenog kada je Lokomotiva izgubila od Rijeke 1:3. Zagorac se s posudbe vratio 31. prosinca 2016.
Za Dinamo Zagreb debitirao je 1. ožujka 2017. u polufinalnoj utakmici Hrvatskog nogometnog kupa protiv RNK Split kojeg je Dinamo dobio s visokih 6:0. U 1. HNL debitirao je 19. ožujka kada je Istra 1961 poražena 0:3. Osvajanjem 1. HNL 2017./18. s Dinamom, Zagorac je u svojoj klupskoj karijeri osvojio 1., 2., 3. i 4. HNL, uspjeh koji je prije njega postigao samo jedan igrač u povijesti, a to je Mario Jozić. U UEFA Europskoj ligi debitirao je 5. studenog 2020. kada je Dinamo dobio Wolfsberger s minimalnih 1:0. S 37 godina, 8 mjeseci i 29 dana, Zagorac je 5. studenog 2024. postao peti najstariji debitant u povijesti UEFA Lige prvaka branivši u utakmici ligaške faze UEFA Lige prvaka 2024./25. u kojoj je Slovan Bratislava poražen s 1:4.

## Priznanja

### Klupska
RNK Split
- 4. HNL – Jug A (1): 2007./08.
- 3. HNL (1): 2008./09.
- 2. HNL (1): 2009./10.

Dinamo Zagreb
- 1. HNL/HNL (7): 2017./18., 2018./19., 2019./20., 2020./21., 2021./22., 2022./23., 2023./24.
- Hrvatski nogometni kup (4): 2016./17., 2017./18., 2020./21., 2023./24.
- Hrvatski nogometni superkup (2): 2019., 2022.

## Vanjske poveznice
- Profil, Soccerway
- Profil, Transfermarkt